# Comté de Hays
Pour les articles homonymes, voir Hays.
Le comté de Hays, en anglais : Hays County, est un comté situé dans le nord de l'État du Texas aux États-Unis. Le siège du comté est la ville de San Marcos. Selon le  recensement de 2020, sa population est de 241 067 habitants.
Le comté a une superficie de 1 761 km2, dont 1 756 km2 en surfaces terrestres.
Il a été nommé en l'honneur de John Coffee Hays, officier des Texas Rangers.

## Démographie
| Groupes           | Comté de Hays | Texas | États-Unis |
| ----------------- | ------------- | ----- | ---------- |
| Blancs            | 80,7          | 70,4  | 72,4       |
| Autres            | 11,1          | 10,6  | 6,4        |
| Afro-Américains   | 3,5           | 11,9  | 12,6       |
| Métis             | 2,8           | 2,5   | 2,7        |
| Asiatiques        | 1,2           | 3,8   | 4,8        |
| Amérindiens       | 0,8           | 0,7   | 0,9        |
| Total             | 100           | 100   | 100        |
|                   |               |       |            |
| Latino-Américains | 35,3          | 37,6  | 16,7       |